# Creve Coeur, Illinois
Creve Coeur är en ort (village) i Tazewell County, i delstaten Illinois, USA. Enligt United States Census Bureau har orten en folkmängd på 5 463 invånare (2011) och en landarea på 11,2 km².